# ژان دو ژوانویل
ژان دو ژوانویل (به فرانسوی: jean de joinville) مورخ قرن سیزدهم میلادی اهل فرانسه است.